# اورو پرتو
اورو پرتو (به پرتغالی: Ouro Preto) یک شهرستان در برزیل است که در میناس گرایس واقع شده‌است.

## خواهرخوانده
شهر تردسییاس خواهرخواندهٔ اورو پرتو هست.

## نگارخانه

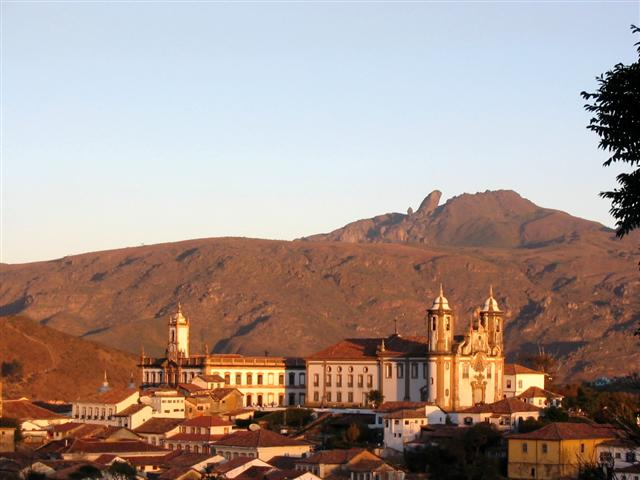
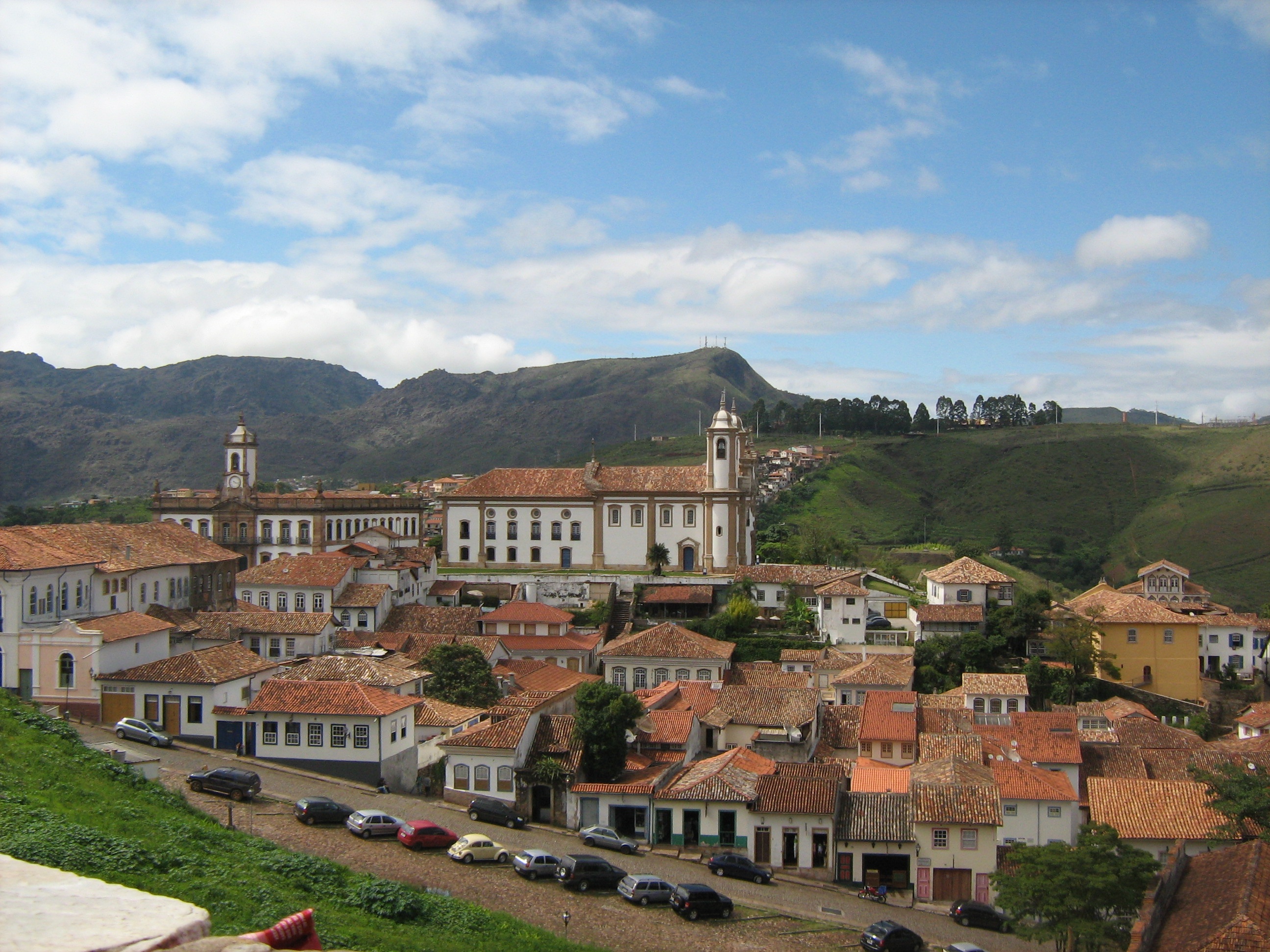
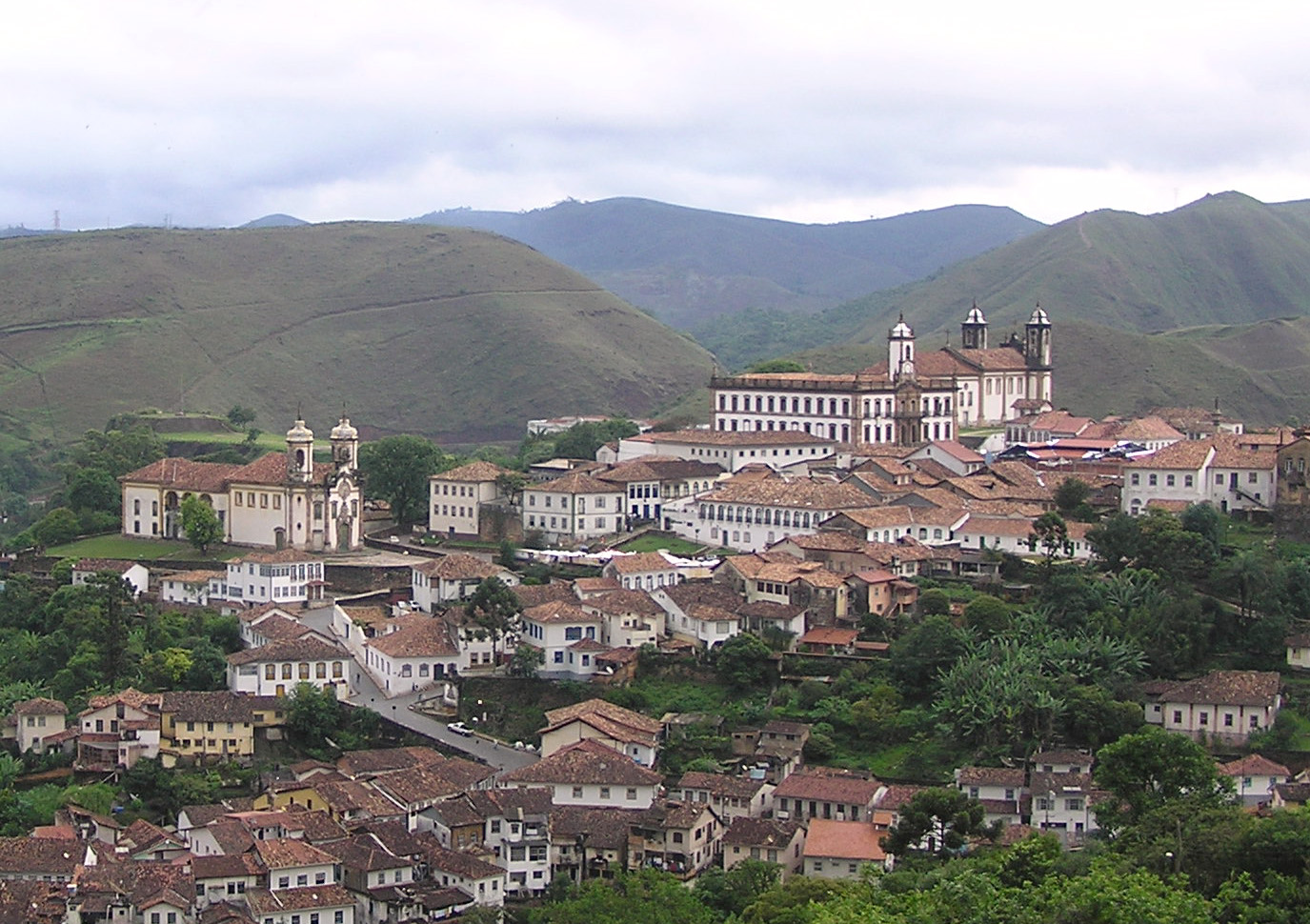
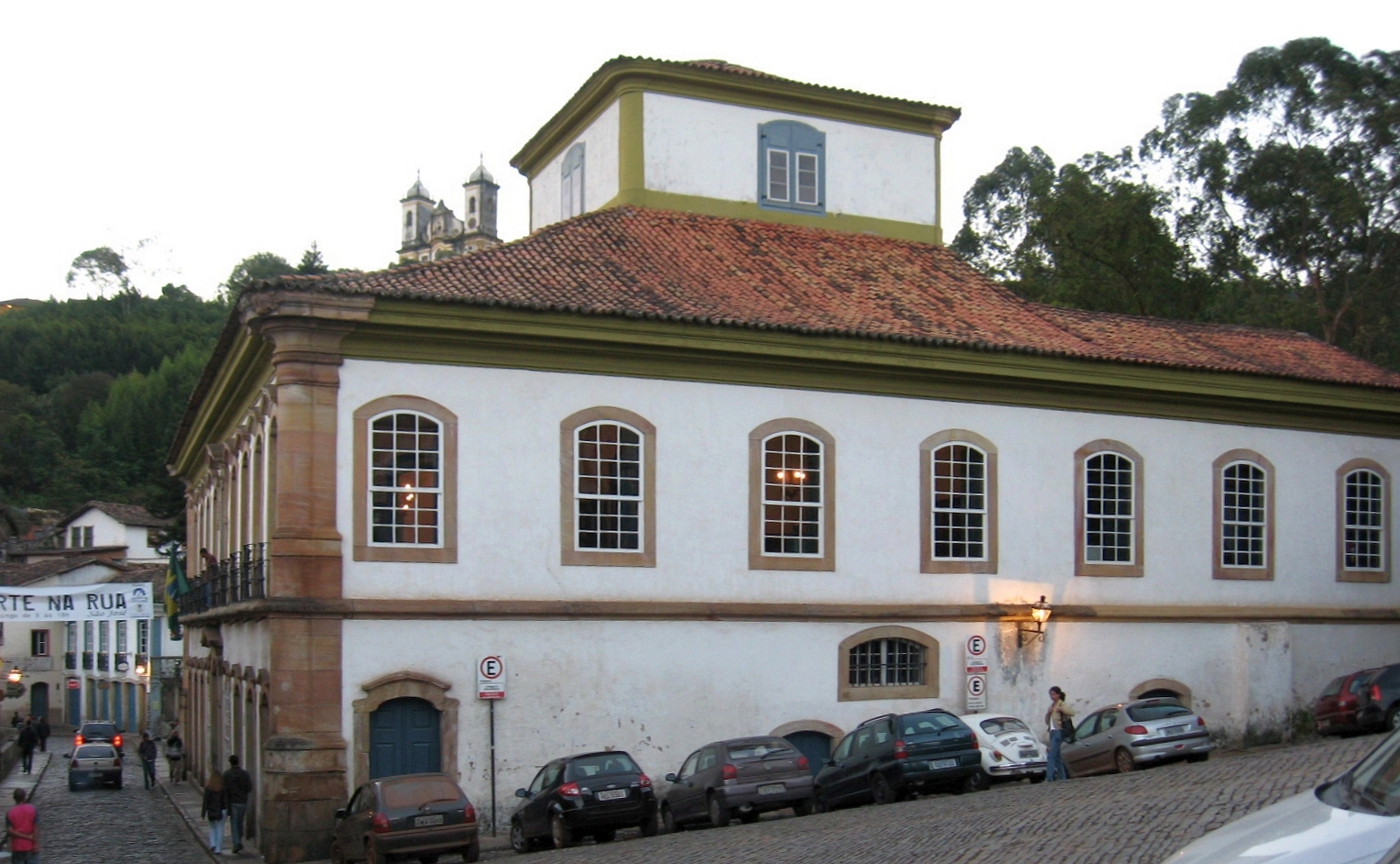
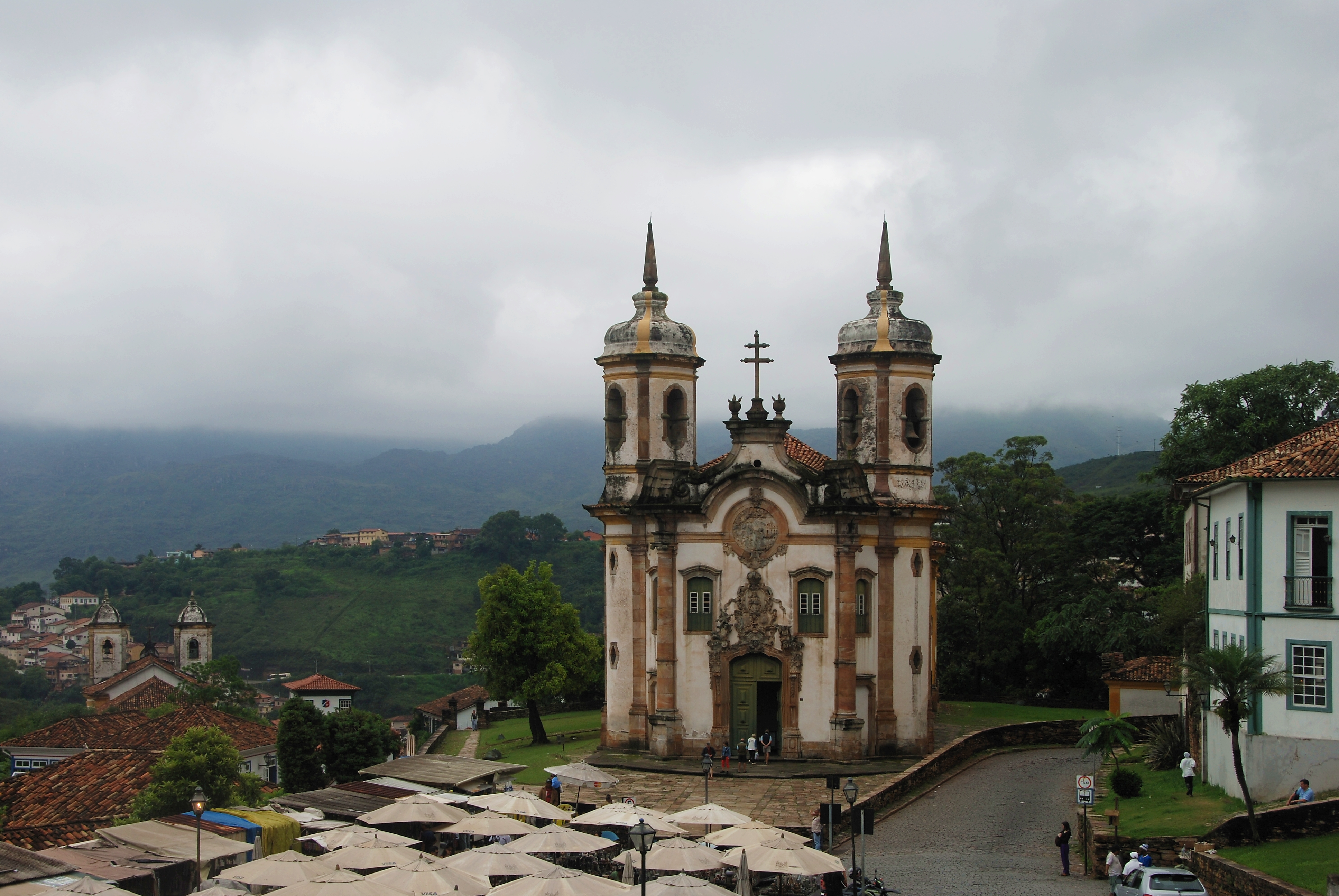
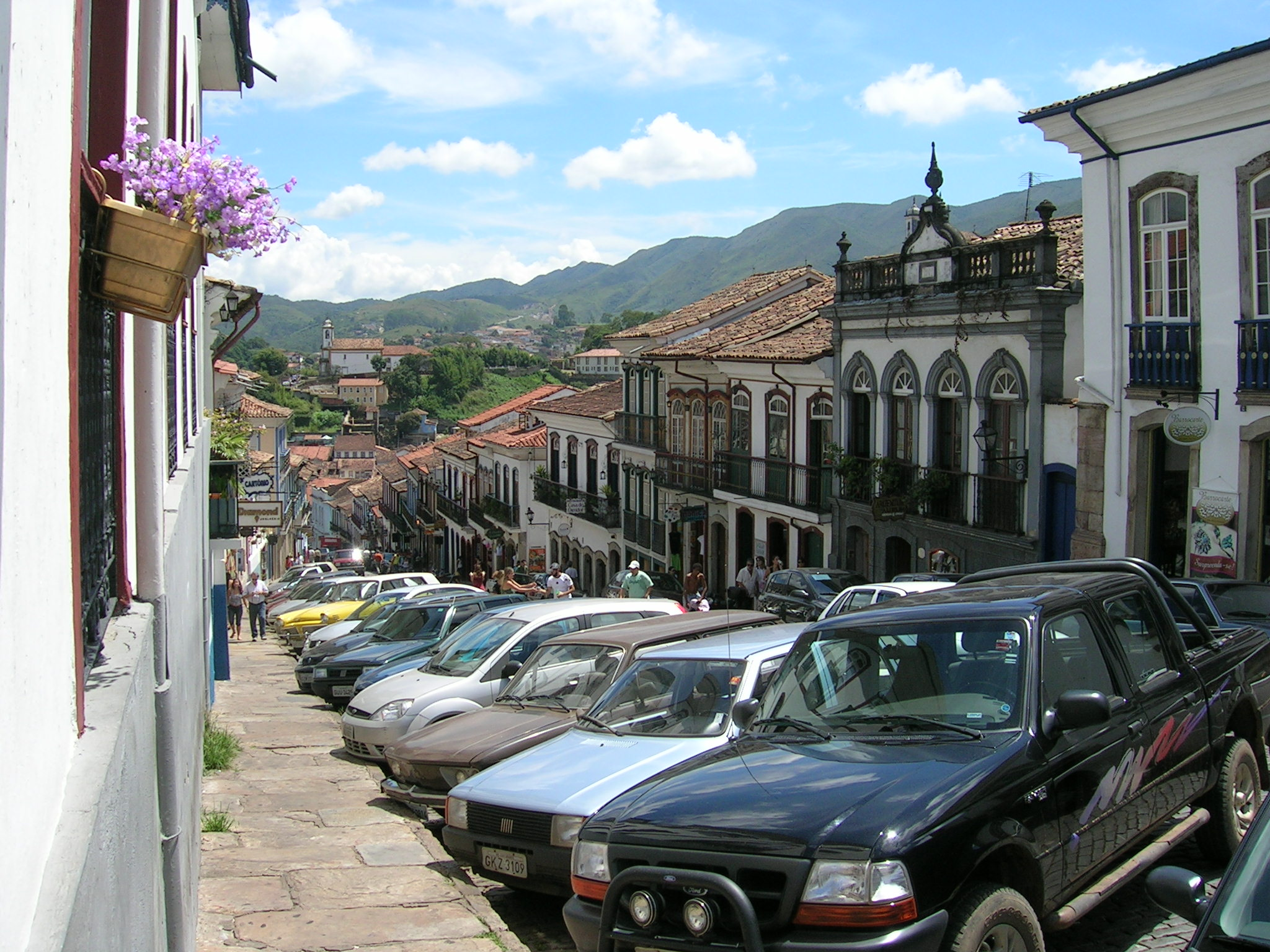